# 아씨 (1997년 드라마)
《아씨》는 1997년 10월 11일부터 1998년 3월 29일까지 방영된 KBS 2TV 주말 드라마로, 1970년에 방영되어 엄청난 화제를 모았던 TBC 《아씨》를 리메이크하였다. 그리고 원작이 일제 강점기가 배경인 것과는 달리 이번 드라마는 1940년대부터 1990년대에 이르기까지 인고와 희생을 숙명으로 여기며 역경을 헤쳐나간 한 여인의 삶을 그렸다.

## 방송 시간
| 방송 채널 | 방송 기간                          | 방송 시간                             |
| --------- | ---------------------------------- | ------------------------------------- |
| KBS 2TV   | 1997년 10월 11일 ~ 1998년 2월 15일 | 토요일, 일요일 밤 9시 ~ 10시 (1~38회) |
| KBS 2TV   | 1998년 2월 21일 ~ 1998년 3월 29일  | 토요일, 일요일 밤 8시 (39~50회)       |

## 줄거리
1940년 9월 경기 용인, 결혼을 앞둔 아씨 주변을 비추면서 드라마는 시작된다. 마을에서 제법 뼈대 있는 집안의 순덕 아씨가 이웃동네 부잣집 외아들 긍재에게 시집을 간다. 몸종 간난이와 함께 시집온 아씨는 치매기 있는 시할머니, 바람둥이 시아버지 이참봉, 엄한 시어머니 윤 씨, 이기적인 시누이 명재 때문에 순탄치 못한 시집살이를 한다. 아씨는 남편의 모욕까지 겹쳐 친정으로 돌아온다. 하지만 부모가 집안에 발길도 들여놓지 못하게 하고 꾸짖자 시집으로 발길을 돌린다.
더구나 남편 긍재는 아씨를 짝사랑하던 수만과 아씨의 관계를 오해하고 서울로 유학을 가 신여성 은심과 바람을 피워 아들 봉구를 낳는다. 아씨는 봉구를 돌보면서 한편으로는 자신의 딸 영숙이를 낳아 기른다. 남편 긍재는 은심에게 빠져 가사를 축낸다.
6·25를 맞자 남편은 행방이 묘연하다. 아씨는 가족과 함께 부산으로 피난가고 손수 빈대떡 장사를 하며 살아가다 어린 딸 영숙이 없어져 슬픔에 빠진다. 전쟁이 끝나고 남편 긍재는 여러차례 사업의 실패로 집안의 가세는 기울어 간다.
그러는 중에도 큰돈을 벌어 재벌이 되어가는 수만은 가족들 부양으로 한복집을 차려 살림을 꾸려가는 아씨집안을 도와준다. 20여년이 지난 후 수만의 도움으로 영숙을 찾고 긍재에게 기회를 주나 집을 나가 폐인이 된다. 봉구와 수만의 딸 유미는 결혼을 한다. 긍재는 길에서 떠돌다가 돌아오고 병원에서 아씨에게 잘못을 뉘우친 후 숨을 거둔다. 아씨의 회갑연이 열리고 모든 이들이 모여 축하한다. 석천대교의 건설을 맡게 되는 수만과 아씨는 옥천마을을 가서 보게되고 서로 마주치자 지난 세월을 이야기하고 되돌아 본다.

## 등장 인물
- 이응경 : 아씨 역
- 선우재덕 : 이긍재 역 - 아씨의 남편
- 최재성 : 김수만 역 - 아씨 친정의 소작인 아들
- 곽진영 : 간난이 역 - 아씨의 몸종
- 이일화 : 송은심 역 - 긍재의 첩(97년 11월 1일부터 중도합류)
- 김세윤 : 이참봉 역 - 아씨의 시아버지 (98년 1월 말 도중하차)
- 김윤경 : 윤 씨 역 - 아씨의 시어머니
- 여운계 : 박 씨 역 - 아씨의 시할머니 (중반 하차)
- 신소미 : 이명재 역 - 긍재의 여동생
- 차광수 : 의동 역 - 긍재의 친구
- 장서희 : 미순 역 - 수만의 아내 (97년 12월 27일부터 중도합류)
- 권기선 : 녹주 역 - 이참봉의 첩
- 하미혜 : 이참봉의 여동생 역
- 이대로 : 아씨의 친정아버지 역(97년 11월 도중하차)
- 안해숙 : 아씨의 친정어머니 역
- 이춘식 : 녹주의 친정오빠 역
- 이한나 : 은심의 언니 역
- 김동수 : 오복 역
- 조양자
- 신수강
- 한현배
- 박해상
- 김경하
- 김정은
- 권이지
- 강경헌
- 신신애
- 하다솜
- 정진화
- 김성수
- 김종수
- 최건호
- 이종길
- 유태술
- 김경응
- 조은덕
- 양재성
- 전운 : 한 사장 역
- 정종준
- 김하림
- 유금란
- 강영하
- 이칸희
- 권현영
- 김윤희 : 윤자 역
- 안정훈 : 성인 이봉구 역 - 중년이 된 긍재와 은심의 아들 (98년 1월 31일부터 중도합류)
- 정혜영 : 성인 김유미 역 - 중년이 된 수만과 미순의 딸, 봉구와 결혼 (98년 1월 31일부터 중도합류)
- 이경심 : 성인 이영숙 역 - 중년이 된 긍재와 아씨의 딸(98년 3월 7일부터 중도합류)
- 전현 : 성인 이영숙 남편 역(98년 3월부터 중도합류했으나 얼마 못 가 하차)
- 양재원
- 김성희 : 미스 김 역(98년 2월 14일부터 중도합류)
- 박경철
- 고세원
- 박상욱
- 지윤환 (아역)
- 서지희 (아역)
- 송가현 (아역)

## 주제가
- 주제가는 원작에서 가수 이미자가 부른 〈아씨〉(임희재 작사 / 백영호 작곡)을 가사를 일부 바꾸고, 가수를 바꿔 사용했는데, 이번 드라마에서는 가수 전미경이 불렀다.

## 편성

### 연속 방영 및 결방 사유
- 1997년 11월 15일 : 11회, 12회 연속 방영
- 1997년 11월 16일 : 9시 40분부터 1998년 FIFA 월드컵 아시아지역 최종예선 3위 결정전 〈이란 VS 일본〉 중계 방송으로 인해 《추적 60분》이 8시 40분으로 앞당겨 방영하면서 전날(11월 15일) 연속 방영

### 조기 종영과 연장 방송
- 당초 50부작으로 기획되었으나 여성단체로부터 "시대에 맞지 않는 인고의 여인상만 강조한다"는 항의를 받았으며[2], 한 달여 간 〈1998 프랑스 월드컵〉 예선전과 경쟁하면서 시청률이 저조하였고, 경쟁하던 월드컵 예선전이 끝났지만 이번에는 IMF 사태가 벌어졌다. 이에 공중파 3사는 1편씩 폐지하기 합의를 보자 ‘제작비가 많이 든다’, ‘주말극이 너무 많다’ 등의 명분으로 조기 종영이 결정되었다.[3]
- 하지만 1998년 2월 1일 34회로 조기 종영될 예정으로 극의 진행 속도가 빨라지면서 25%대의 시청률을 기록하면서 인기를 얻게 되자 2주 연장한 1998년 2월 15일까지 방영되었으며[4] 이 때문에 50부작으로 기획됐으나 살인·자식유기 등 극단적인 내용을 담아[5] 10% 초반 시청률로 고전을 면치 못한 SBS 《아름다운 죄》가 20편 축소된 30회(98년 3월 1일)로 조기종영됐는데 해당 작품(아씨)에서 극중 송은심 역을 맡았던 이일화, 김세윤 (임종을 맞이하는 형식으로 1998년 1월 31일 빠짐)(아씨의 시아버지 이참봉 역)[6] 여운계 (임종을 맞이하는 형식으로 1998년 1월 11일 하차)(아씨의 시할머니 박씨 역)[7] 등 아씨의 윗세대 인물들이 대거 하차한 뒤 1998년 1월 31일부터 성인 김유미 역으로[8] 해당 작품(아씨)에 중도합류한 정혜영이 SBS 공채 탤런트 출신(이일화-92년 2기 정혜영-93년 3기)이었던 데다 SBS가 1998년 1월 14일부터 24부작 미니시리즈 《모래시계》를 수목-토일 9시 50분에 재편성하여[9] 아픔이 두 배이기도 했다.
- 앞 시간대 8시 주말연속극 《웨딩드레스》가 ‘IMF 시대에 역행하는 사치성 드라마’란 비난과 저조한 시청률로 1998년 2월 15일 22회만에 조기 종영[10][11]되자 39회(98년 2월 21일)부터 《웨딩드레스》 후속으로 편성되어 예정대로 50회까지 방영하였다.

## 참고 사항

### 캐스팅
- 아씨 역에는 심은하[12], 김혜선, 이응경이[13], 긍재 역에는 손창민, 이재룡이 물망에 올랐지만[14][15] 모두 능력 부족을 이유로 고사하자 최재성이 긍재, 김혜선이 아씨, 허준호가 수만 역으로 발탁됐다.
- 하지만, 김혜선이 한복을 입고, 노역까지 해야 되는 역할에 대한 부담감 탓인지 캐스팅 제의를 고사하여[16] 훗날 주말극으로 편성이 변경되면서 아씨 역은 이응경으로 확정되었다.
- 한편, 수만 역으로 낙점된 허준호가 1997년 9월 28일 올린 결혼식[17] 스케줄과 드라마 촬영일이 겹쳐 출연 제의를 거절하였고 결국 수만 역은 긍재 역이었던 최재성으로 낙점되었으며 선우재덕이 긍재 역으로 캐스팅되었다.[18]
- 최재성은 1990년 KBS 사태 후 다른 방송사에서 활동해 오다가[19] 해당 드라마를 통해 KBS 복귀를 했다.
- 1970년 원작 <아씨>에서 각각 아씨의 남편 긍재 역, 진산댁 역을 맡았던 김세윤과 여운계는 리메이크작인 해당 작품에서 각각 아씨의 시아버지 이참봉 역, 아씨의 시할머니 박 씨 역을 맡았다.[20][21][22]
- 이응경은 해당 드라마에 앞서 1997년 10월 개봉 예정이었던 영화 <동승>에서 미망인 역으로 낙점되었으나[23] 제작비 문제 때문에 개봉이 무산되자, 해당 드라마에 출연하였는데 <동승>은 2003년 4월 11일로 개봉일이 변경됐고 이응경의 빈 자리는 김양자 역의 김예령이[24] 채웠다.

### 그 외
- 원작(TBC)의 후반부 극본을 쓴 이철향 작가가 메인 집필자로 가세했다.[25]
- 원작(TBC) 담당 PD였던 고성원에게 다시 연출을 맡기는 것이 한때 검토되었으나, 새 스타일로 만들기 위해 김재현이 연출을 담당하기로 하였다.[25] 한편, 원작의 담당 PD였던 고성원은 배임수재 혐의로 구속된[26] 전과가 있었다.
- 담당 연출자 김재현 제작위원은 93년 특집드라마 <시인을 위하여> 이후[27] 해당 드라마로 일선활동을 재개했다.
- 리메이크작에서는 여러 설정들이 변경되었다. 아씨의 역할이 여필종부와 삼종지덕의 풍습을 답습한 피동적 여인에서, 인종의 미덕을 받아들이면서도 격동의 시대를 적극적으로 헤쳐나가는 여인으로 바뀌었으며, 수만의 역할도 고학으로 변호사가 되는 역할에서 일제시대 거상 밑에서 일을 배워 준재벌로 성장하는 역할로 바뀌었다. 배경은 1910~70년대 충청도에서 1942~90년 경기도로 수정되었으며, 야외촬영을 위해 경기도 가평에 오픈세트장을 세웠다.[22]
- 당초 <초원의 빛> 후속 KBS 1TV 아침 TV 소설로 기획[28]되었으나 편성이 보류되었고 훗날 주말극으로 편성이 변경되었다.
- 정재은은 어머니 이미자가 원작의 주제가를 부른 이유로 아침 TV 소설로 기획될 당시 주제가 가수 물망에 올랐다.[29] 임주리 역시 주제가 가수 물망에 올랐다.[25] 그러나 결국 리메이크작의 주제가는 전미경이 불렀는데[30] 원작의 구슬픈 멜로디를 유지시킨 대신 가사만 변경시켰다. 전미경은 연출자 김재현 제작위원이 책임PD로 참여한 KBS 2TV 《장녹수》 주제가를 불렀음에도 김재현 제작위원 등의 요청을 뿌리치지 못한 채 《장녹수》 후속작 《서궁》 주제가를 부른 바 있는데, 김재현 연출자와의 인연으로 해당 작품 주제가도 부르게 되었다.[31]
- 선우재덕은 악역 캐릭터를 너무 완벽하게 소화해내어,[32] 결혼을 앞두고 있던 무렵 교포인 아내의 주변인들로부터 비난을 받았다는 코믹 에피소드가 있었다.[33]
- 9시 드라마의 새 출발인 만큼 현대감각에 맞춰 <드라마 스페셜> '아씨'로 바꿔 달아 시작하였으나 시간대 변경 후 <드라마 스페셜>이란 부제가 사라졌다.[34]
- 시간대를 변경하면서 억지-비정상적인 설정 등의 내용들이 나오며 시청률이 25%대에서 16%대로 떨어졌다.
- KBS는 1972년 해당 방송사에서 제작해 큰 성공을 거둔 <여로>도 리메이크하여 내보낼 방영할 예정이었으나[25] 해당 드라마의 저조한 성적으로 결국 무산됐다.
- KBS는 해당 드라마가 39회(1998년 2월 21일)부터 8시 주말극으로 변경된 뒤 한동안 9시 주말드라마를 편성하지 않았다가 1998년 10월 17일부터 같은 해 11월 15일까지 방영된 10부작 북한영화 <림꺽정>[35]으로 9시 주말극을 재개했으나 그 이후 명맥이 끊겼다.

## 같이 보기
- 아씨 (원작, 1970년 드라마)